# Josep Baró i Bonet
Josep Baró i Bonet (Lleida, ca. 1895 - 1936) fou un metge, sindicalista, periodista i polític català.
Era fill de Valentí Baró i de Rosa Bonet. Va estudiar Medicina a Barcelona. Militava en lo jaumisme i fou president de l'Agrupació Escolar Tradicionalista de Barcelona. Col·laborà en los periòdics tradicionalistes Monarquía, La Comarca de Vich, El Correo de Lérida i Nostra Parla. Al novembre del 1919 fou designat membre de la Redacció a Barcelona del diari jaumí madrileny El Correo Español. També va escriure en lo setmanari jaumí de Barcelona La Trinchera.
L'any 1919 participà en la fundació dels Sindicats Lliures amb altres col·laboradors de La Trinchera i carlins d'acció com Ramon Sales i Josep Arquer, procedents del Requetè; o Felicià Baratech i Joan Laguia (los principals teòrics de l'organització), procedents de cercles tradicionalistes. Durant la Dictadura de Primo de Rivera, Baró va col·laborar en lo periòdic dels Sindicats Lliures, Unión Obrera, on l'any 1928 va publicar una sèrie d'articles sobre l'ideal de la petita propietat com a centre del plantejament agrari. El 1927 fou un dels oradors en lo III Congrés de la Confederació de Sindicats Lliures a Madrid. L'any següent fou designat regidor a l'Ajuntament de Barcelona.
El novembre de 1931 presidí les exèquies pel pretendent Jaume de Borbó i de Borbó-Parma a Juncosa de les Garrigues en representació del cap regional jaumista de Catalunya. Durant la Segona República, a més de militar a la Comunió Tradicionalista, fou membre d'Acció Popular. El 1932 va participar en destacats mítings carlins a Lleida i Solsona. Va dirigir El Correo de Lérida i formava part de la Directiva Tradicionalista de la ciutat. En les eleccions municipals catalanes de 1934 fou escollit paer de Lleida per la dretana Candidatura de Concentració Lleidatana. Formà part de la Comissió Gestora del 13 d'octubre i el desembre del mateix any va participar en l'organització d'un homenatge a la Guàrdia Civil per la seua actuació durant los Fets d'Octubre, pronunciant-hi un discurs. A l'ajuntament governatiu
nomenat al juliol de 1935, ocupà la tinència d'alcaldia de Foment.
Va ser un dels elements més destacats que van planejar la revolta del 18 de juliol a Lleida. Després del fracàs de l'alçament a la ciutat, lo 5 d'agost del 1936 va ser afusellat. Lo seu germà, Miquel Baró Bonet, sacerdot i redactor d'El Correo de Lérida, fou assassinat lo 20 d'agost.
Estava casat amb Elena Duran Boris, amb qui va tindre dos fills anomenats Claudi i Valentí Baró Duran.